# Rózsaszín tanulmány
A Rózsaszín tanulmány (az m1-bemutatókor tévesen Rózsaszín dolgozószoba, a DVD-kiadáson Rózsaszín rejtély, eredeti címén A Study In Pink) a Sherlock című televíziós sorozat legelső epizódja, amit 2010. július 25-én mutattak be a BBC-n. Ebben a részben vonultatják föl először a későbbi főszereplőket, ahogy egy rejtélyes öngyilkossági hullámot oldanak meg. A történet lazán kapcsolódik az első Sherlock-sztorihoz, A bíborvörös dolgozószobához. Az epizódot Steven Moffat írta, a sorozat egyik alkotója. Ezt az epizódot először egy 60 perces pilot formájában forgatták le, de végül a sorozat teljes koncepcióját átírták, ezért ezt a részt is újraforgatták, immár 90 perc hosszúságban.

## Cselekmény
John Watson (Martin Freeman) Afganisztánban szolgált katonaorvosként, majd egy sérülést követően leszerelték. Megélhetése miatt lakótársat kell keresnie, akit a különc Sherlock Holmes (Benedict Cumberbatch) személyében talál meg. Ketten együtt beköltöznek a Mrs. Hudson (Una Stubbs) tulajdonában lévő Baker Street 221B-be. Közben a rendőrséget furcsa „sorozatöngyilkossági hullám” tartja lázban, mely ügyeket Lestrade felügyelő (Rupert Graves) próbál felderíteni. Sherlock, aki „tanácsadó nyomozóként” rendszeresen segíti a rendőrség munkáját a maga különc stílusában, Watson kíséretében a legutolsó tetthelyre érkezik, ahol az áldozat, Jennifer Wilson rózsaszín ruhát viselt. Következtetése szerint a nő boldogtalan házasságban élt és rendszeresen félrelépett. Az áldozat a padlóra írva hagyott egy üzenetet: „Rache”, amit a rendőrség bűnügyi technikusa, Anderson, tévedésből a német ’bosszú’ kifejezéssel hoz összefüggésbe. Sherlock szerint azonban ez a „Rachel” akart lenni, csak nem tudta leírni. A sárnyomokból kikövetkezteti, hogy a nő átutazóban volt, és kellett, hogy legyen nála egy utazótáska. A rendőrök sehol nem találják a bőröndöt, azt Sherlock találja meg a közelben. Közben John telefont kap egy ismeretlen alaktól, aki találkozóra hívja őt egy elhagyatott raktárba. Az alak úgy mutatkozik be, mint Sherlock ősellensége, és nagy összeget kínál fel, ha kémkedik Sherlock után. John elutasítja ezt. Az alak szerint a poszttraumás stressze, amitől szenved, igazából attól van, mert hiányzik neki a háború okozta izgalom.
Amikor John visszaér a Baker Streetre, Sherlock azt kéri, hogy küldjön egy SMS-t a nő telefonjára, abban bízva, hogy a gyilkos megmutatkozik. Miközben várakozik a csapda helyszínén, észrevesz egy taxit, ami gyanús lesz neki. Kihasználva London utcáinak ismeretét, gyalog próbálja meg utolérni őt. Ám amikor megcsípi a taxist, az utasáról kiderül, hogy egy frissen Londonba érkezett amerikai – tehát az alibije tökéletes. Lestrade azt gyanítja, hogy Sherlock bizonyítékokat rejteget, ezért a drogkommandóval átkutattatja a lakását. Közben Sherlock kikövetkezteti, hogy a „Rachel” az áldozat jelszava, amivel hozzáférhet az e-mail fiókjához, amelyben egy nyomkövető oldalra mutató link van: az áldozat a saját telefonjának GPS-adójával vezeti nyomra a nyomozókat. Legnagyobb döbbenetükre kiderül, hogy a jeladó épp a ház előtt van. Mrs. Hudson szól, hogy egy taxi érkezett a ház elé... a már korábban látott taxissal (Phil Davis). Egy elhagyott iskolaépületbe mennek, ahol a sofőr bevallja neki az összes gyilkosságot: azzal, hogy ő csak beszélget velük és az áldozatok mindig magukkal végeznek. Kihívja Sherlockot egy játszmára: átad neki két, látszólag teljesen egyforma kapszulát, melyek közül az egyikben halálos méreg van. Az áldozatoknak is választaniuk kellett egyet, ha nem tették volna meg, akkor fejbe lőtte volna valamennyiüket.
A fickóról hamarosan kiderül, hogy gyógyíthatatlan beteg, ezért használják fel őt. Állítása szerint Sherlock egy nagy „rajongója” bérelte fel őt a gyilkosságokra, cserébe pénzt fizet, amit a gyerekeire hagyhat. Sherlock hamar rájön, hogy a taxisofőr fegyvere igazából csak egy öngyújtó, így elhagyná a helyszínt. Ám ekkor a taxisofőr azt kéri, hogy mégis vegye be az egyik kapszulát, hogy lássa, megoldotta-e a rejtélyt. Közben John is megérkezik, és lelövi a sofőrt, aki csak annyit tud még elárulni, hogy a rejtélyes szponzor neve Moriarty. A rejtély megoldódott, Sherlock pedig tisztázza Johnt is a lövés alól. Ezután megjelenik az ismeretlen alak a hangárból, akiről kiderül, hogy ő Mycroft Holmes, Sherlock testvére (Mark Gatiss), aki csak szemmel akarja tartani az öccsét. John meglepve veszi tudomásul, hogy elmúlt a poszttraumás stressze, és készen áll a kalandok folytatására.

## Szereplők
| Szereplő           | Színész              | Magyar hang     |
| ------------------ | -------------------- | --------------- |
| Sherlock Holmes    | Benedict Cumberbatch | Simon Kornél    |
| Dr. John H. Watson | Martin Freeman       | Görög László    |
| Mrs. Hudson        | Una Stubbs           | Tímár Éva       |
| Lestrade felügyelő | Rupert Graves        | Sarádi Zsolt    |
| Mycroft Holmes     | Mark Gatiss          | Kálid Artúr     |
| Molly Hooper       | Louise Brealey       | Csuha Borbála   |
| Donovan őrmester   | Vinette Robinson     | Németh Borbála  |
| Anderson           | Jonathan Aris        | Takátsy Péter   |
| Taxisofőr          | Phil Davis           | Bezerédi Zoltán |
| Mike Stamford      | David Nellist        |                 |
| Anthea             | Lisa McAllister      |                 |

## Utalások
Az epizód nagy vonalakban épít Sir Arthur Conan Doyle "A bíborvörös dolgozószoba" című művére.Emellett más művek is szerepelnek benne: amikor Mrs. Turnert megemlíti Mrs. Hudson, az utalás a "Botrány Csehországban" című műre, ahol Holmes házinénije egyszer ezen a néven szerepelt. A vezényszó, miszerint "a játék elkezdődött, Mrs. Hudson", "Az apátsági major" című történetre utal. 
Érdekesség, de Conan Doyle az eredeti történetben itt még úgy írta, hogy Watson a vállába kapott egy lövést a háborúban, azonban a későbbi sztorikban már lábsérülésről írt, ahogy a Sherlock ezen epizódjában is látható.

## Forgatás
Ezt a történetet eredetileg egy 60 perces epizódként forgatták le, ez volt a sorozat pilot része, melyet Coky Giedroyc rendezett, és 2009-ben tervezték bemutatni. A szándék az volt, hogy ha az epizód sikeres lesz, akkor egy egész sorozatot forgatnak le. Ám az első vélemények és a forgatási költségek (kb. 800 ezer angol font) alapján kétségesnek tűnt, hogy a befektetés valaha is megtérül ebben a formában. Így a sorozat formátumát átdolgozták, és már csak három részben gondolkoztak, de azokat egyenként 90 percben. Mivel a történetek sokkal részletesebbek és szerteágazóbbak lettek, azt nem tudták megtenni, hogy a már kész anyagot nyújtsák másfél óra hosszúra, így újra le kellett forgatni az egészet. A szereplők Sally Donovan, Jennifer Wilson és Angelo karakterét kivéve teljesen ugyanazok maradtak, továbbá bekerült Mycroft is, aki eredetileg teljesen kimaradt. Mindössze egyetlen, igen rövid jelenet maradt meg a pilot epizódból: amikor Sherlock lovaglópálcával üti a holttestet a laborban.
Ebben a részben fektették le a sorozat alapjait: 2010-be került a sztori a viktoriánus kor helyett, és a szereplők már használják a modern technika vívmányait. Sherlock Holmes már nem pipázik, viszont nikotintapaszokat használ – ennek a változtatásnak a dramaturgiai okokon túl az is az oka volt, hogy a dohányzás szerepeltetése a tévében sokkal szigorúbb elbírálás alá esne. Az első évad három része közül ezt forgatták le utoljára, azért, mert az epizód írója, Steven Moffat épp a "Ki vagy, Doki?" ötödik évadával volt elfoglalva.
Az epizód helyszíne nem az igazi Baker Street, hanem a 185 North Gower Street, mégpedig azért, mert az eredeti környék túl zsúfolt volt és túl sok Sherlock-tematikájú utalás van a környéken.